# 352 v.Chr.
Het jaar 352 v.Chr. is een jaartal volgens de christelijke jaartelling.

## Gebeurtenissen

### Griekenland
- Philippus II van Macedonië verslaat de Phociërs in de Slag bij Volo.
- De Atheense generaal Chares onderdrukt de revolte in Sestus op de Thracische Chersonesos.

### Europa
- Koning Kinarius (352 - 347 v.Chr.) volgt zijn vader Sisillius II op als heerser van Brittannië.

### Perzië
- Artemisia II wordt tiran van Karië